# ضربات پنالتی (فوتبال)

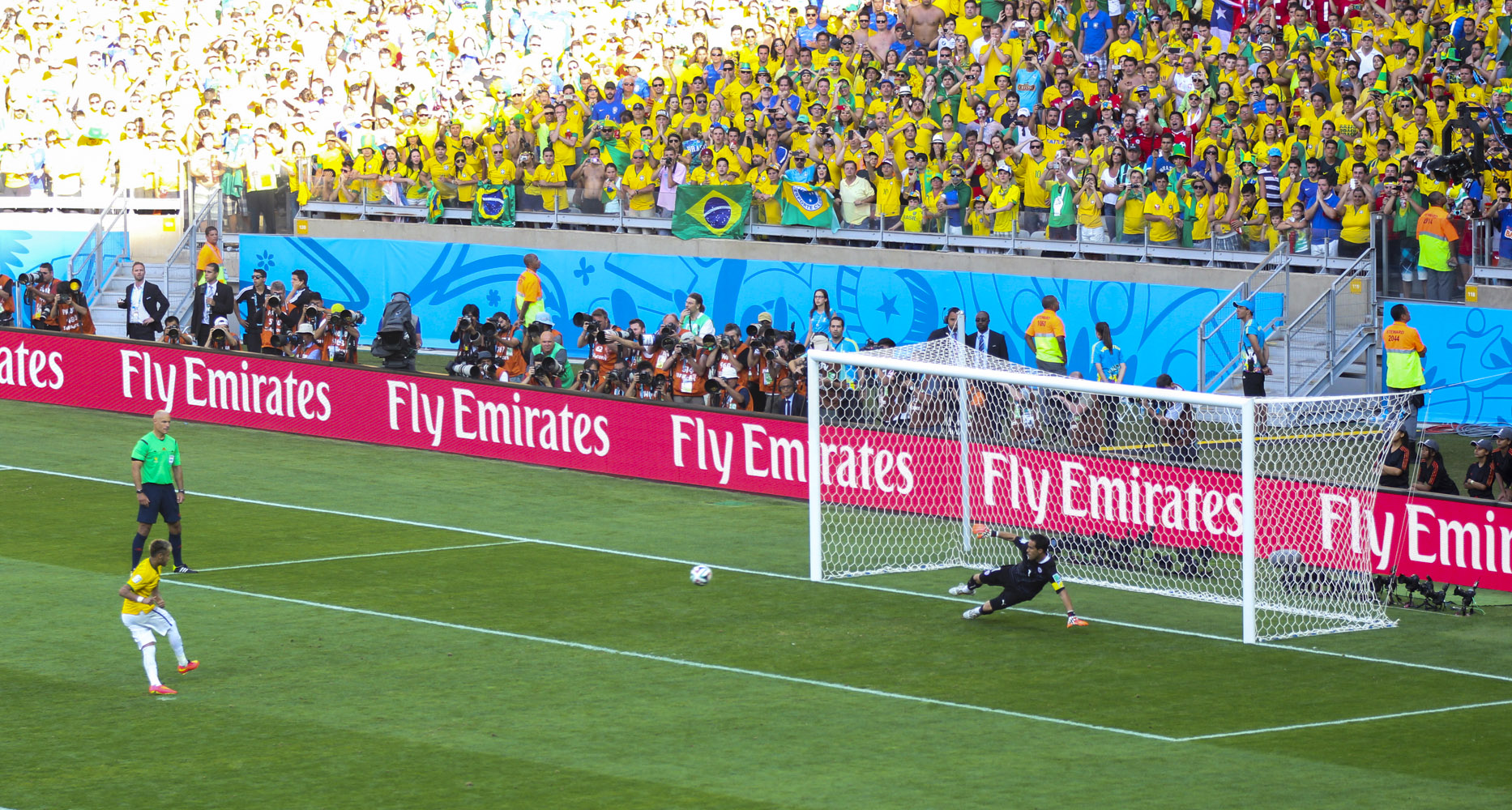
زدن ضربه پنالتی (جام جهانی ۲۰۱۴ برزیل)

در فوتبال، روش حذفی با ضربه‌های پنالتی (به انگلیسی: Penalty shoot-out)، یک نوع روش حذف تیم‌ها در مسابقه فوتبال است. در بازی‌هایی که به صورت حذفی برگزار می‌شوند و باید حتماً یک برنده داشته باشند، هنگامی که بازی در وقت ۹۰ دقیقه معمول و پس از ۳۰ دقیقه وقت اضافه مساوی به پایان برسد، کار به ضربه‌های پنالتی کشیده می‌شود. در این شرایط هر تیم به نوبت یک ضربه پنالتی می‌زند تا ۵ ضربه، هر تیمی که تعداد بیشتری از ضربه‌ها را به گل تبدیل کند، برنده بازی خواهد بود. در صورتی که پس از ۵ ضربه، گل‌های زده دو تیم برابر باشد، هر تیم به نوبت یک ضربه دیگر می‌زند تا زمانی که یکی از تیم‌ها بر دیگری پیشی بگیرد (ضربات پنالتی طلایی). در ضربه‌های پنالتی آخر بازی، هر بازیکن تنها یک بار می‌تواند ضربه پنالتی بزند. همچنین اینکه چه تیمی اول ضربه بزند، با استفاده از قرعه شیر یا خط انتخاب می‌شود.
نکته: روش حرف با ضربه پنالتی، تنها روشی برای معرفی تیم صعودکننده می‌باشد و آمار آن جز آمار اصلی بازی حساب نمی‌شود.

## چگونگی اجرا
- داور دروازه‌ای را که ضربه‌ها در آن زده خواهد شد، انتخاب می‌کند.
- داور به وسیله قرعه کشی با سکه مشخص می‌کند و کاپیتان تیم برنده قرعه، زننده اولین ضربه خواهد بود.
- داور اسامی بازیکنانی را که ضربه را می‌زنند، یادداشت می‌کند.
- طبق شرایط شرح داده شده در زیر، هر تیم پنج ضربه می‌زند.
- ضربه‌ها به‌طور متناوب زده می‌شوند.
- اگر قبل از اینکه هر دو تیم، پنج ضربه را بزنند، یکی از تیم‌ها گل‌های بیشتری از تیم دیگر، حتی در صورت کامل شدن ضربه‌ها توسط تیم دیگر، به دست آورده باشد، زدن ضربه‌ها متوقف خواهد شد.
- پس از اینکه هر دو تیم پنج ضربه را زدند، اگر به یک تعداد گل به دست آوردند یا هیچ گلی نزدند، زدن ضربه‌ها به همین ترتیب ادامه خواهد یافت، تا زمانی که یکی از تیم‌ها یک گل بیشتر نسبت به دیگری (با زدن ضربه‌های مساوی) به دست آورده باشد.
- در صورتی‌که تیمی از حداکثر تعداد تعویض‌های خود بر طبق مقررات بازی‌های تحت این شرایط، استفاده نکرده باشد و دروازه‌بان در جریان ضربه‌های پنالتی آسیب ببیند و به همین دلیل قادر به ادامه دروازه‌بانی نباشد، می‌تواند با یک نفر دروازه‌بان ذخیره تعویض گردد.
- به جز موارد گفته شده در بالا، تنها بازیکنانی که تا پایان وقت مسابقه و وقت اضافی در زمین بازی حضور دارند، می‌توانند در زدن ضربات پنالتی شرکت کنند.
- هر ضربه باید به وسیله یک بازیکن زده شود یا هر بازیکن نمی‌تواند دو بار ضربه پنالتی را بزند، تا کلیه بازیکنان هر کدام یک ضربه پنالتی را زده باشند.
- هر بازیکنی می‌تواند در هر موقع از زدن ضربات پنالتی، با دروازه‌بان تعویض شود.
- تنها بازیکنان واجد شرایط در مسابقه، اجازه دارند که در داخل بازی حضور داشته باشند.
- همه بازیکنان، به جز زننده ضربه پنالتی و دو دروازه‌بان، مادامی که زدن ضربه جریان دارد، باید در داخل دایره مرکزی قرار گیرند.
- دروازه‌بان هم‌دسته زننده ضربه پنالتی، بر روی زمین بازی، خارج از محوطه جریمه‌ای که ضربه‌ها در آن دروازه اجرا می‌شود و روی خط دروازه در محل تقاطع عرض محوطه جریمه با خط دروازه قرار گیرد.
- مگر اینکه قوانین مربوط به بازی و تصمیمات برد بین‌المللی، به گونه‌ای دیگر زدن ضربات از روی نقطه پنالتی را مناسب بداند.
- وقتی که تیمی مسابقه را با بیشترین تعداد بازیکن نسبت به حریف به اتمام می‌رساند، آن‌ها باید تعدادشان را تا مساوی شدن با بازیکنان تیم مقابل کاهش دهند و باید نام و شماره بازیکنانی که خارج می‌شوند را به داور اطلاع دهند، که مسوول این کار کاپیتان تیم است.
- پیش از آغاز ضربات پنالتی، داور باید مطمئن شود که تنها به تعداد مساوی بازیکنان هر تیم در داخل دایره مرکزی قرار گرفته و فقط آن‌ها هستند که می‌توانند در زدن پنالتی شرکت کنند.